# 雷蒂夫·古森
雷蒂夫·古森（Retief Goosen，1969年2月3日—）是一位南非職業高爾夫球選手。出生在南非彼得斯堡。於1990年轉為職業選手。他獲得了2001年和2004年的美國公開賽冠軍。自2001年起，他累積停留在世界前10位的時間已超過250周。

## 外部連結
- 個人網站 （页面存档备份，存于）
- PGA歐洲巡迴賽網站上的介紹
- PGA巡迴賽網站上的介紹